# Distretto di Boshan
Il distretto di Boshan (博山区S, Bóshān QūP) è un distretto della Cina, situato nella provincia dello Shandong e amministrato dalla prefettura di Zibo.